# Venere, Adone e Cupido (Annibale Carracci)
Venere, Adone e Cupido è un dipinto di Annibale Carracci, prevalentemente datato al 1595 circa e custodito nel Museo del Prado a Madrid.

## Storia
Incerta è la datazione della tela. L'ipotesi prevalente la colloca intorno al 1595, ma non mancano datazioni alternative. Infatti, vi è chi, sulla base del forte influsso della pittura veneta mostrato dall'opera, la anticipa al 1590, momento ritenuto di maggior adesione del Carracci ai maestri veneziani del Cinquecento. Altri, facendo leva sulla accentuata classicità dei protagonisti, la datano all'incirca al 1599, cioè successivamente al trasferimento a Roma di Annibale e al conseguente interesse per l'esempio antico e per i grandi artisti del Rinascimento che avevano operato nella città.
La notizia più risalente che si ha di questa tela concerne la sua appartenenza all'aristocratico genovese Giovanni Francesco Serra (1609-1656), a lungo impegnato al servizio della corona spagnola. Qualche anno dopo la sua morte la sua notevole collezione di quadri, compresa la tela di Annibale, venne messa all'asta ed acquistata per conto di Filippo IV di Spagna. Il catalogo dei dipinti venduti in quella occasione – stilato nel 1664 – menziona anche la Venere, Adone e Cupido come opera «di mano de Anibal Carracci fatta di lui ad emulatione di quella di Tiziano».
Dopo l'acquisto, il dipinto fu inviato a Madrid dove è menzionato nell'inventario delle raccolte reali dell'Alcazar redatto nel 1666. Da allora la tela è sempre rimasta in Spagna, confluendo, infine, nelle collezioni del Prado.
Dell'opera esiste una replica, che la critica prevalente ritiene autentica, custodita presso il Kunsthistorisches Museum di Vienna.

## Descrizione e stile
L'episodio raffigurato è tratto dalle Metamorfosi di Ovidio (Libro X). Nella favola ovidiana Venere è accidentalmente punta dalla freccia di Cupido e si innamora del bellissimo cacciatore Adone, che poi, per la disperazione della dea che lo aveva ammonito dal pericolo delle fiere selvatiche, morirà durante una caccia al cinghiale.
Il dipinto di Annibale, a partire dalla scelta del tema, è strettamente connesso alla pittura veneziana del XVI secolo: sia Tiziano sia Paolo Veronese hanno raffigurato, entrambi ripetutamente, la storia di Venere e Adone. 
D'influsso veneto sono anche le gamme cromatiche e il paesaggio, reso dai cangiantismi coloristici della vegetazione e del cielo.
I corpi dei tre protagonisti – disposti lungo una diagonale – invece hanno un vigore e una posa statuari, di impianto più classico. Anche la pennellata con cui sono resi i tre è più accurata e molti particolari sono restituiti con precisione: il filo di perle che annoda i capelli di Venere, i rilievi sui calzari di Adone, le decorazioni del suo arco, il collare del levriero bianco alle sue spalle.
Anche se si è ispirato ai precedenti di Tiziano e del Veronese, Annibale ha scelto un momento diverso del mito. Difatti, i primi si concentrarono prevalentemente sul momento della partenza di Adone per la fatale caccia, mentre Venere cerca vanamente di trattenerlo; il Carracci, invece, ha rappresentato l'attimo del primo incontro tra la dea e il cacciatore. Venere è stata appena punta dalla freccia di Cupido, come mostra la ferita al centro del suo petto, mentre sulla scena irrompe Adone, accompagnato dai suoi bellissimi cani. Con grande efficacia Annibale rende l'incrocio di sguardi tra i due, di cui si coglie il reciproco ed istantaneo rapimento. Cupido, dal canto suo, sorride ammiccante verso l'osservatore, indicando il piccolo fiotto di sangue tra i seni di Venere.

## Altre immagini
La replica del Kunsthistorisches Museum di Vienna:

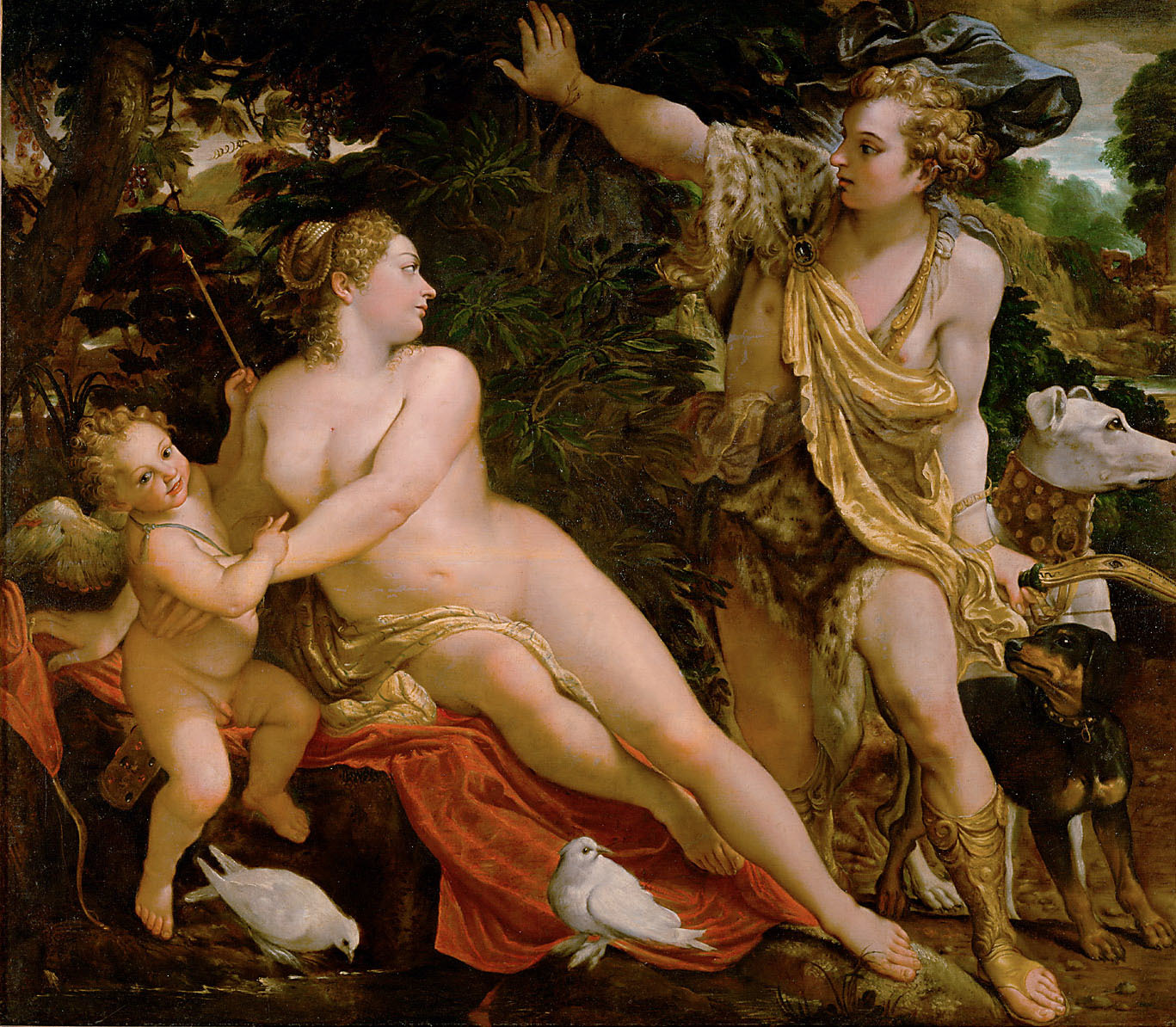
Annibale Carracci, Venere, Adone e Cupido.